# Avenue du Diamant
Pour les articles homonymes, voir Diamant.
L'avenue du Diamant (en néerlandais : Diamantlaan) est une avenue bruxelloise de la commune de Schaerbeek qui va de la chaussée de Louvain au boulevard Auguste Reyers en passant par le square Eugène Plasky.
L'avenue du Diamant passe également par l'avenue de la Topaze, la rue du Radium, l'avenue Léon Mahillon, l'avenue Milcamps, l'avenue de l'Opale et l'avenue Adolphe Lacomblé.
D'autres rues du quartier portent le nom de pierres précieuses ou de pierres fines :
- avenue de l'Émeraude
- avenue de l'Opale
- rue du Saphir
- avenue de la Topaze

## Adresses notables
- no 23 : Service d'Incendie et d'Aide Médicale Urgente (SIAMU)
- no 71 : Maison passive[1]
- no 99 : Maison où a habité Chana Minc. Un pavé de mémoire a été installé le 20 juillet 2011 devant la maison car elle fut déportée et assassinée à Auschwitz en 1942.
- no 138 : Maison natale de Jacques Brel (né le 8 avril 1929 à 3h du matin)

## Galerie de photos

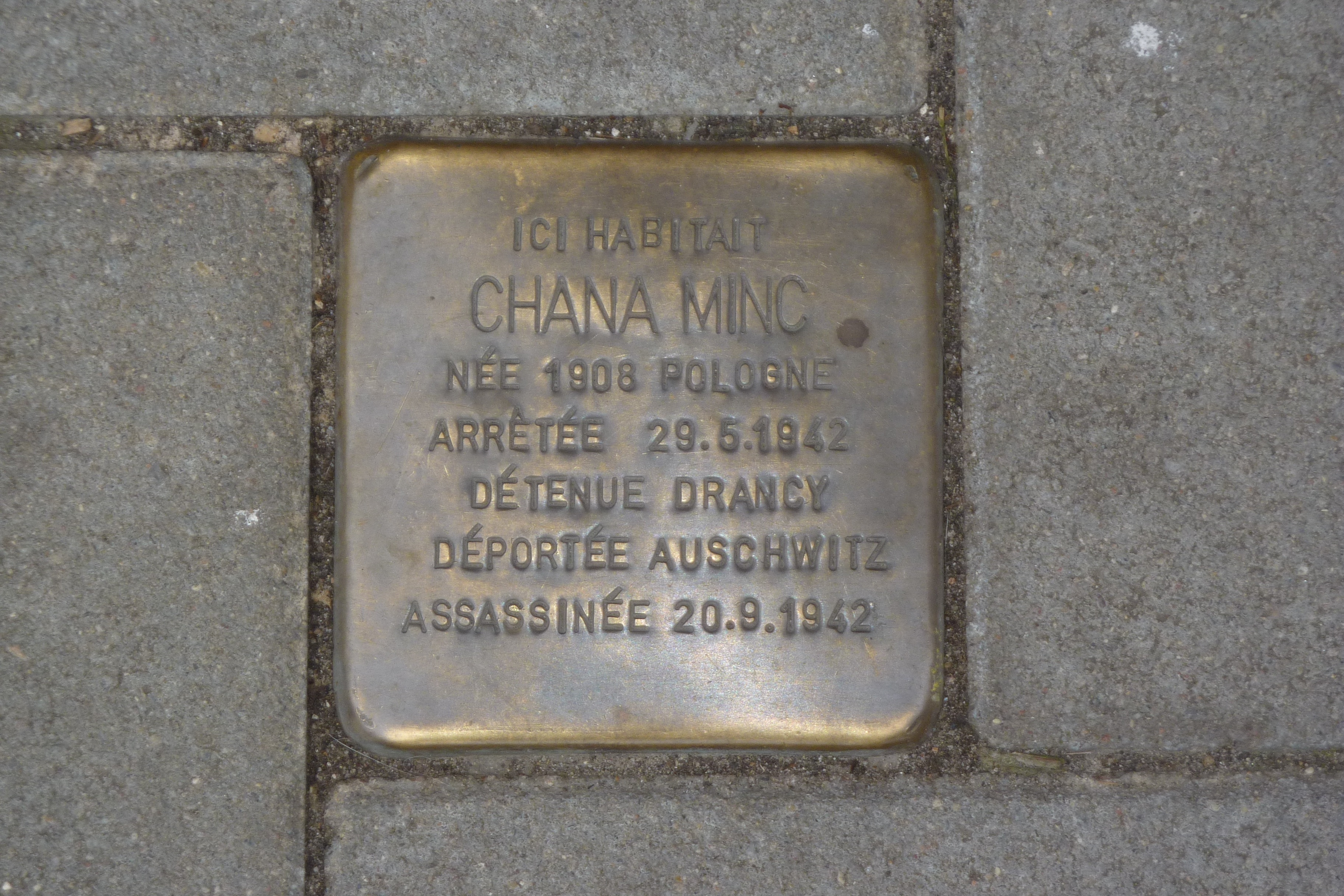
Pavé de mémoire au no 99 de l'avenue du Diamant